# Mr. Fonda
Mr. Fonda è un singolo del cantautore italiano Leo Gassmann, pubblicato il 19 novembre 2020 come quinto estratto dal primo album in studio Strike.
Il singolo è stato presentato ed eseguito durante il quarto live della quattordicesima edizione di X Factor.

## Video musicale
Il videoclip ufficiale del brano è stato caricato contestualmente all'uscita del singolo sul canale YouTube del cantante.

## Tracce
1. Mr. Fonda – 3:42